# Рейтарська, 20/24
Будинок із вежею на Рейтарській (Будинок Шлензкевич, Будинок із вежею Тарапуньки) — київський прибутковий будинок на розі вулиць Рейтарської, 20, і Стрілецької, 24.
Будинок є значним витвором архітектора Олександра Вербицького періоду пізнього модерну.
Рішенням виконавчого комітету Київської міської ради народних депутатів № 49 від 21 січня 1986 року поставлений на облік пам'яток архітектури.

## Історія

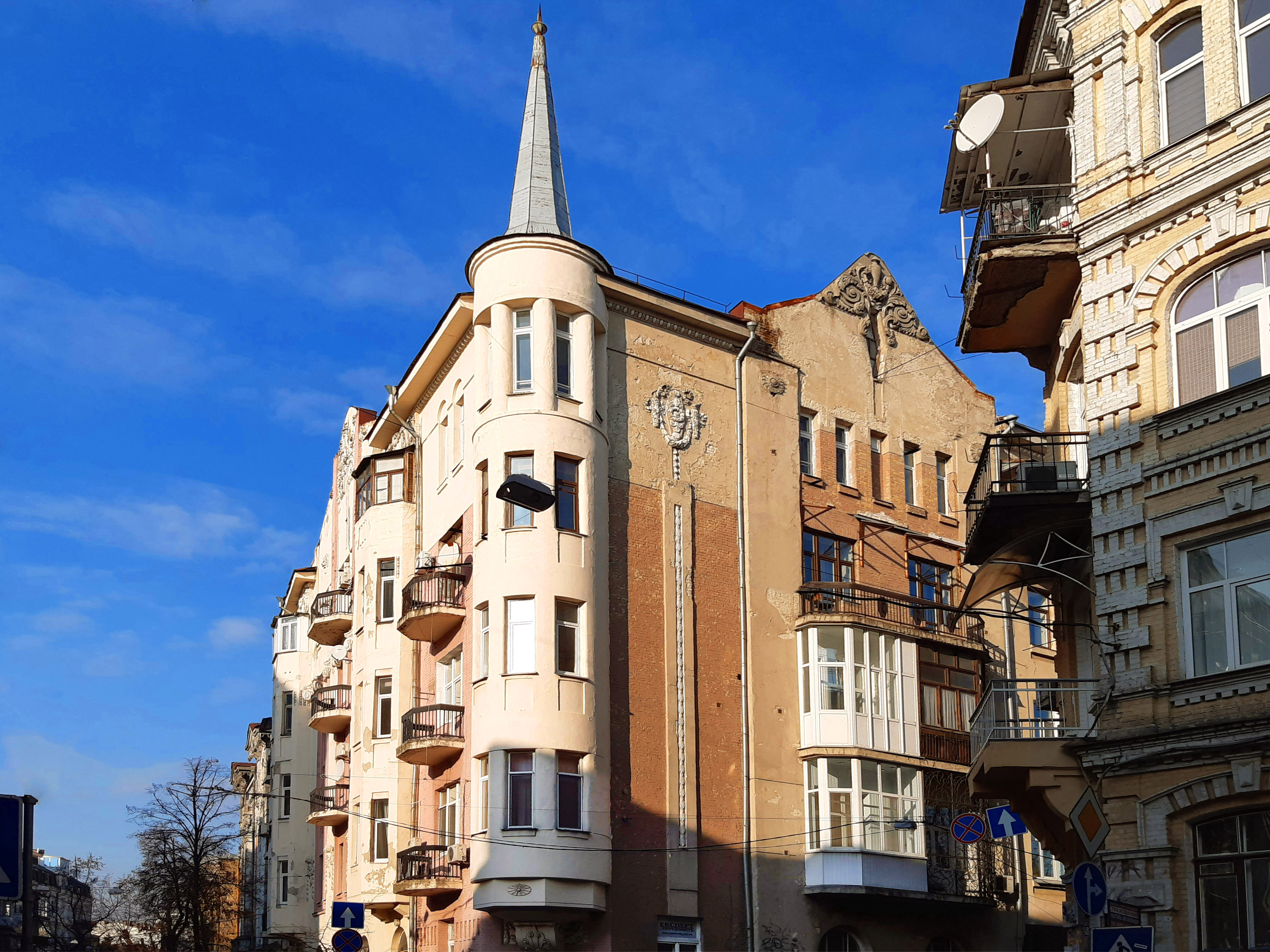
«Вежа Тарапуньки»

Садиба розташована у найвищій частині Старокиївського плато. У другій половині ХІХ сторіччя належала дворянці К. Вояківській. 1886 року нащадок Антон Вояківський продав ділянку ротмістрові М. Івашкевичу. Тут збудували двоповерховий будинок із цегли й дерева за проєктом архітектора Володимира Ніколаєва. Станом на 1899 рік власником був купець першої гільдії, київський почесний громадянин Анатолій Абрамович Куперник, а з 1902 року — козак Фелікс Миколайович Сокольников.
13 січня 1912 року садибу придбала дружина присяжного повіреного Г. Шлензкевич. На її замовлення звели новий будинок за проєктом Олександра Вербицького. Архітектор здійснив також технічний нагляд за будівництвом.
У 1917—1918 роках у квартирі № 14 містилася редакція українського сатирично-гумористичного журналу «Ґедз». Співвидавцем був літературознавець, член Центральної Ради, генеральний секретар освіти Іван Стешенко (1873—1918). У часописі друкувались відомі діячі культури: Рудий (В. Василь Еллан-Блакитний), В. Сивенький (Володимир Самійленко), Сивошапка (Костянтин Вротновський), Старий Ґедз (імовірно, Василь Королів), Шершень (Спиридон Черкасенко) та інші.
У 1915—1930-х роках у квартирі № 6 мешкав архітектор Олександр Вербицький (1875—1958), за проєктом якого звели будинок.
Після встановлення радянської влади в Києві більшовики націоналізували споруду. Тривале недбале використання будинку як комунального житла погіршило його первісні архітектурно-планувальні характеристики. У 1980-х роках провели капітальний ремонт, у наслідок якого було втрачено первісне оздоблення інтер'єрів і спрощено декор фасадів.
У 1983—1986 роках у квартирі № 41 мешкав популярний у 1950-1980-х роках актор Юрій Тимошенко, більш відомий під сценічним псевдонімом Тарапунька. Відтоді наріжну вежку-еркер прозвали «вежею Тарапуньки».
У будинку містяться Міжнародна юридична компанія і консульський відділ посольства Естонії в Україні.

## Архітектура

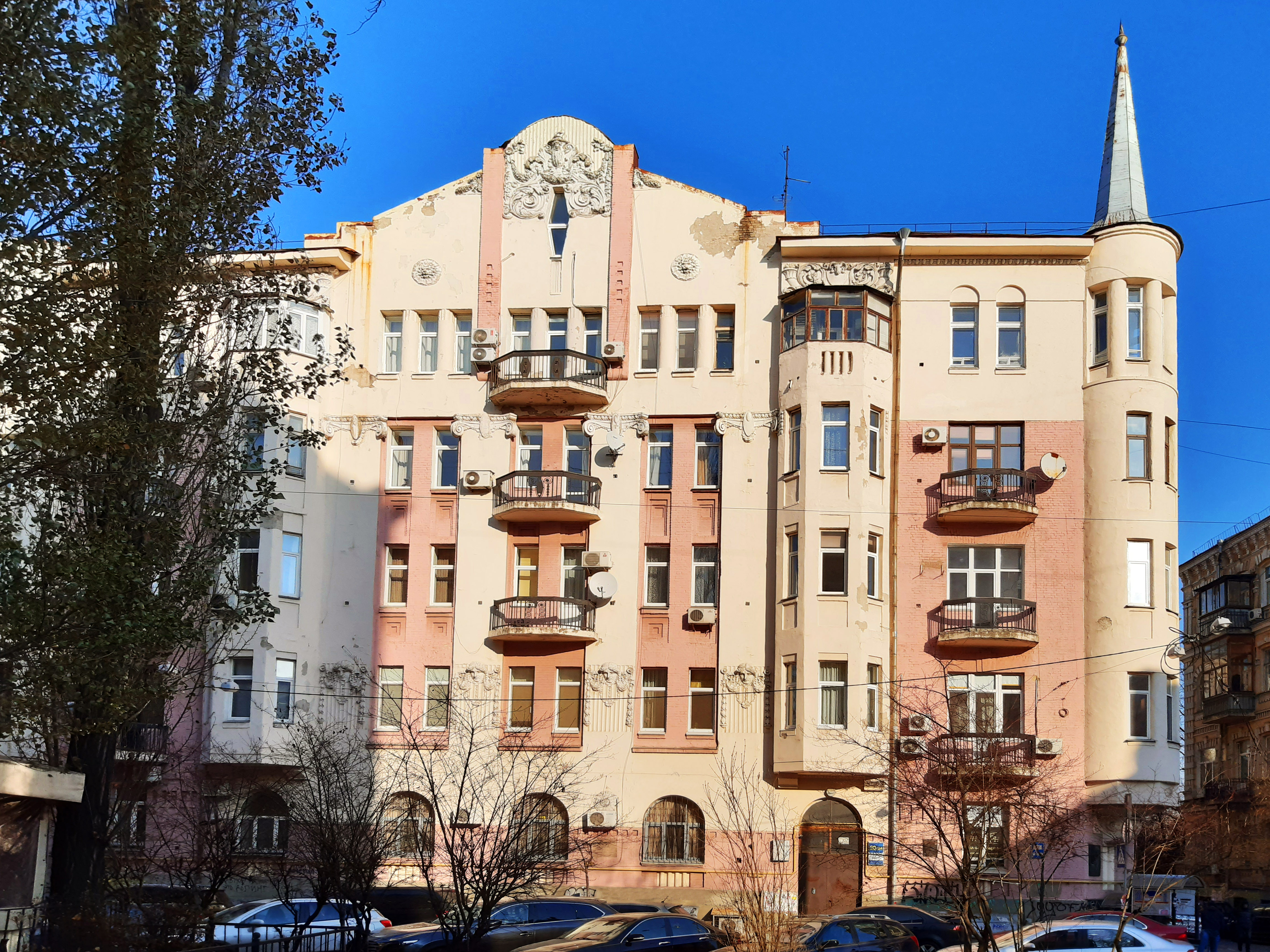
Крило будинку на Рейтарській

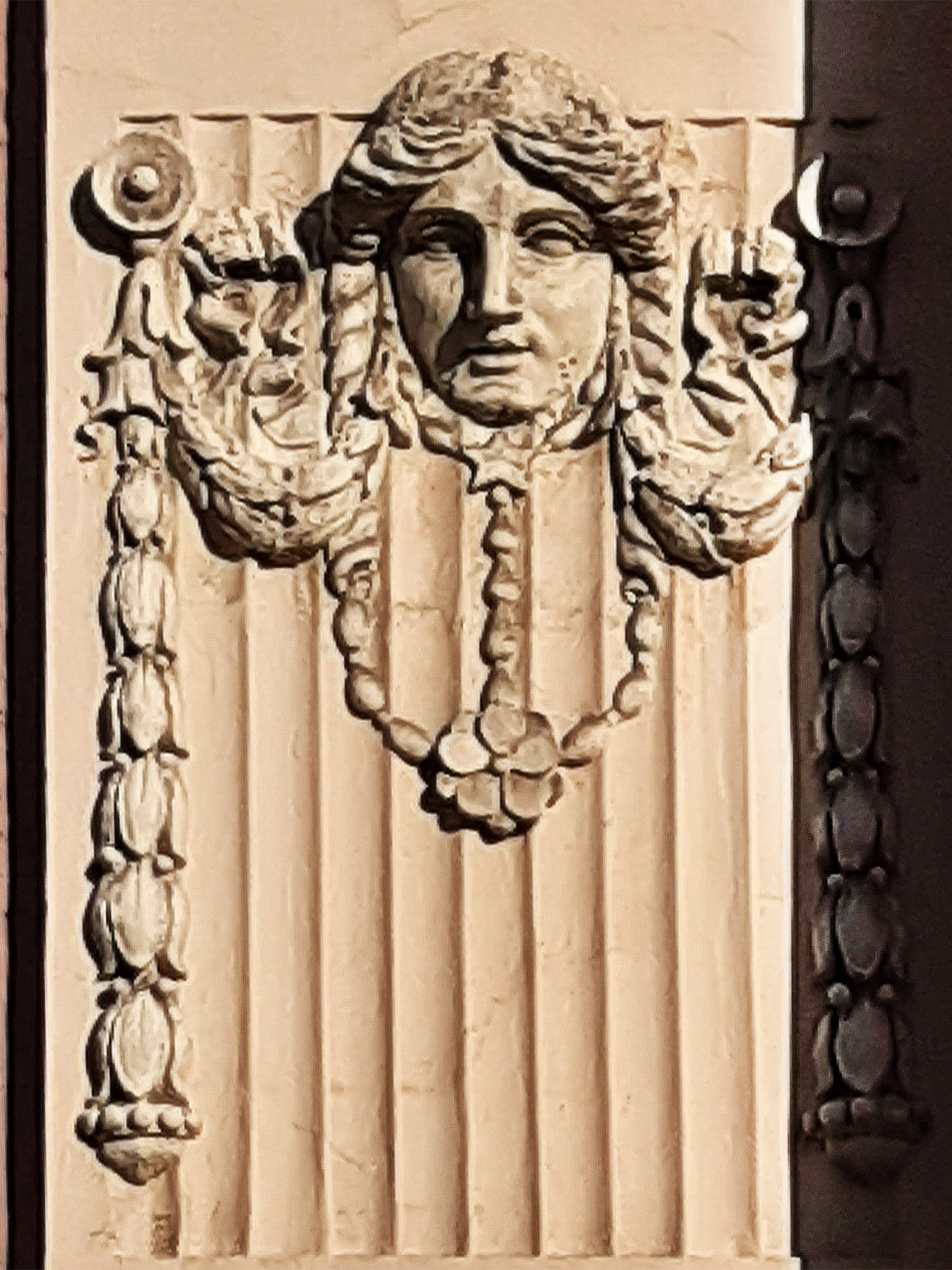
Маскарон

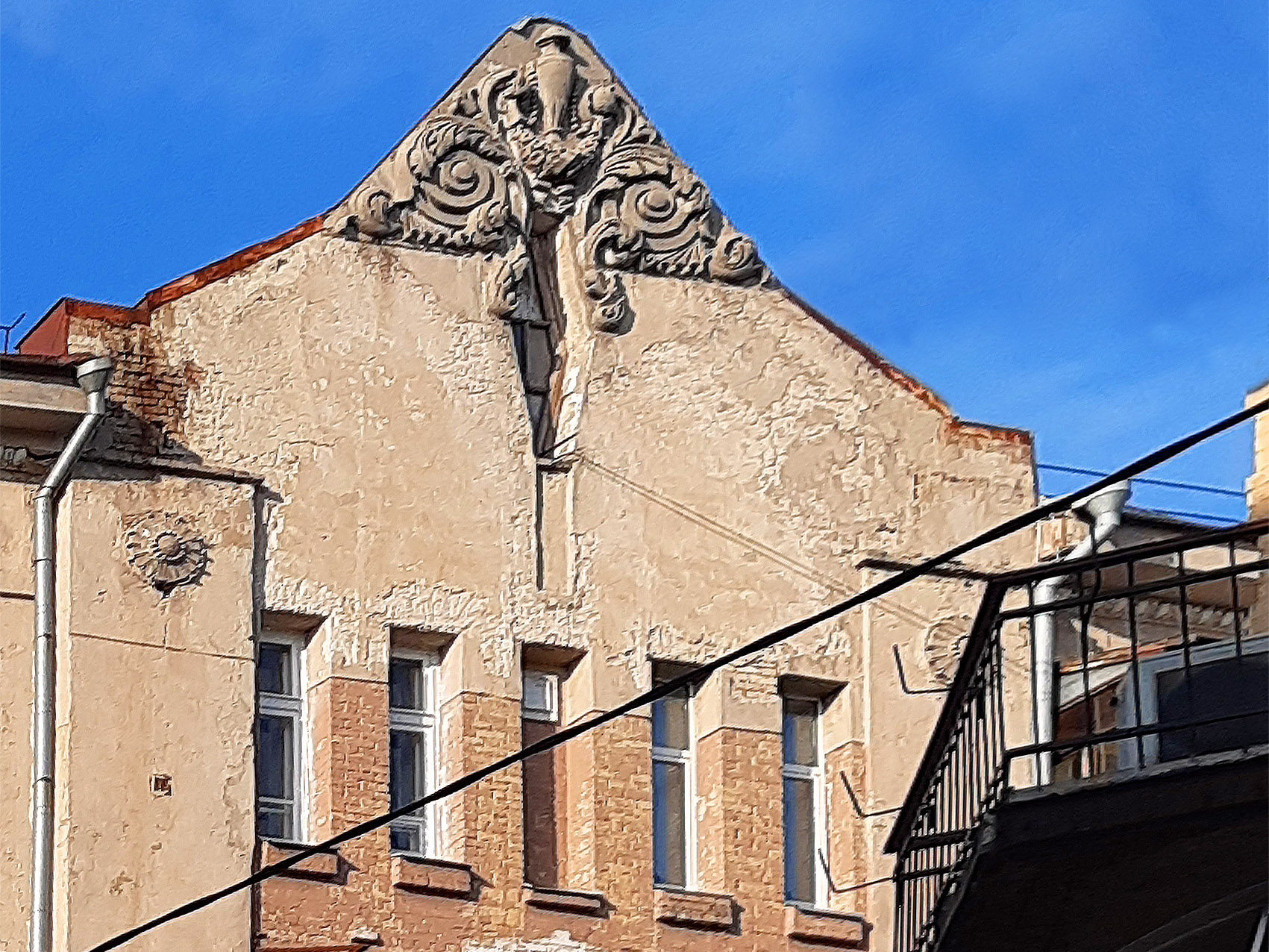
Щипець з боку Стрілецької вулиці

Оформлений у стилі модерну. Композиційним центром споруди є наріжжя з вежкою-еркером. Фасади декоровані гуртами, зубчастими поясками, ліпниною у вигляді рослинного й анімалістичного орнаментів, маскаронів, іоніків, ваз, волют, фестонів (гірлянд) і розет. На балконах і брамі — металевий декор із вертикальних елементів із заокругленими вставками.
Головний фасад на Рейтарській вулиці майже симетричний. Центральне прясло на першому поверсі містить аркові віконні прорізи та дверні отвори. Видовжені вікна на другому—четвертому поверхах здвоєні, на п'ятому — строєні із заокругленими простінками. Прясло завершується заокругленим, криволінійним щипцем, який орнаментовано ліпленим рослинними барельєфом і маскароном. У його центрі витягнуте шестикутне горищне віконце. Поле щипця перетинають дві вузькі вертикальні лізени. Первісно їх увінчували декоративні вази, які були втрачені.  
Вісь прясла виділено балконами з металевими ґратами. Фланги на рівні другого— четвертого поверхів акцентовано ґранчастими еркерами. Над еркером розміщені барельєфні композиції, вище — характерні для будівель періоду модерну карнизи-піддашшя. Під ним — орнамент з іоніків.
Міжвіконня трактовано як спрощені ордерні пілястри з іонічними капітелями та своєрідними цоколями, прикрашеними великими жіночими маскаронами та фестонами-гірляндами. Замість них за проєктом передбачалися рельєфні багатофігурні сюжетні панно. 
Бічні площини головного фасаду містять ґранчасті балкони й прямокутні вікна, строєні на рівні другого—четвертого поверхів і здвоєні, з глухими арками-сандриками на п'ятому. 
Фланги фасаду оформлені неоднаково. Наріжжя на рівні другого-п'ятого поверхів акцентує циліндричний еркер із консолями, увінчаний стрімким шпилем. Завдяки йому композиція має вигляд вежки.
Фасад на Стрілецькій вулиці — асиметричний. Завершується ламаним трикутним щипцем. Площину відокремлено від наріжжя простінком з вертикальною вузькою лізеною, декорованою ліпленою гірляндою на всю висоту й рослинним барельєфом угорі. Над отвором проїзду влаштовано житлову антресоль.